# Filippo Vasconi
Filippo Vasconi (Roma, 30 ottobre 1688 – Roma, 6 ottobre 1730) è stato un architetto e incisore italiano, nipote di Carlo Fontana.

## Biografia
Suo padre, Bernardino Vasconi, era un gentiluomo e agente del Granduca Cosimo III de' Medici, mentre sua madre, Anna Girolama, era figlia di Carlo Fontana e sorella di Francesco Fontana, morta nel 1702. Trascorse la sua adolescenza tra la casa paterna vicino alla chiesa romana di San Giovanni della Pigna e lo studio di suo nonno e di suo zio. Questi ultimi gli insegnarono i primi fondamenti dell'architettura che gli consentirono di frequentare con brillanti risultati l'Accademia di San Luca tra il 1705 ed il 1707. 
Dalla primavera del 1706 conobbe il grande architetto e scenografo Filippo Juvarra, che era diventato collaboratore di Francesco Fontana..

Tuttavia la morte dello zio Francesco, il 3 luglio 1708, e la tragedia del suicidio di Pietro Ludovico Bossio nella casa paterna, spinsero il giovane Filippo ad abbandonare la città di Roma per cercare fortuna professionale altrove. A partire dal 1709 si trova a Venezia e sue sono diverse incisioni per opere a stampa di argomento architettonico. Sue furono le illustrazioni, per l'editore veneziano Domenico Lovisa, per l'opera Regola delli Cinque Ordini d'Architettura del Vignola, pubblicata nel 1710 e un'edizione de I quattro libri di architettura di Andrea Palladio, pubblicati nel 1711. 
In collaborazione con lo scenografo e pittore Giuseppe Valeriani incise le tavole per il secondo tomo del Il Gran teatro di Venezia ovvero raccolta delle principali vedute e pitture che in essa si contengono, opera pubblicata nel 1717. Eseguì per la prima edizione del 1711 del Compendio di architettura generale di Vitruvio di Claude Perrault.

Nel 1716 fece ritorno a Roma dove incise il ritratto di Leonardo Adami disegnato dallo scultore Angelo De Rossi, per l'edizione del volume Arcadicorum volumen primum dell'Adami pubblicata nel 1716. In questo periodo si dedicò all'incisione su disegni di altri artisti e architetti, come Giovanni Battista Pacetti, Alessandro Specchi e Gabriele Valvassori. A partire dal 1716 il Vasconi intraprese una nuova attività di editoria dedicata unicamente all'architettura, e pubblicò in forma anonima una propria opera dal titolo Studio d'architettura civile e dedicata al cardinale Giuseppe Renato Imperiali, dove sono pubblicati alcuni studi del Vasconi che mostrano influssi del Borromini ed anche un certo distacco dallo stile appreso nello studio di famiglia. Dopo queste iniziative editoriali, si dedicò maggiormente all'attività di incisore, iniziando una fruttuosa collaborazione con Filippo Juvarra per il quale incise tra il 1720 ed il 1721 due tavole raffiguranti i progetti per le facciate di Palazzo Madama e delle chiese "gemelle" di Santa Cristina e di San Carlo, commissionate allo Juvarra dal Vittorio Amedeo II di Savoia.
Grazie all'amicizia con lo Juvarra, Frasconi entrò in contatto con il cardinale Pietro Ottoboni per il quale incise il disegno della Macchina disegnata da Domenico Gregorini per la festa dell'assunta del 15 agosto 1721 in Piazza della Cancelleria a Roma. Fu così che Vasconi, insieme al Gregorini, a Pietro Passalacqua (nipote dello Juvarra) e al pittore Placido Romoli formarono un gruppo di artisti patrocinati dal cardinale Ottoboni e ammessi alla prestigiosa Accademia dei Virtuosi al Pantheon. Sempre il cardinale Ottoboni commissionò le incisioni dei disegni per la tribuna della Basilica di San Lorenzo in Damaso e le incisioni per l'opera Carlo Magno delle scene disegnate da Nicola Michetti.
L'attività di incisore del Vasconi si specializzò sempre di più nei confronti di due soggetti particolari: la rappresentazione di macchine e di altri apparati utilizzati nelle feste e nelle celebrazioni, e la rappresentazione di feste e tradizioni popolari.

Eseguì su commissione incisioni di disegni di altri in particolare relativi a grandi eventi e celebrazioni, come l'apparato funebre presso la chiesa di San Giacomo degli Spagnoli in commemorazione di Luigi I di Borbone su disegno di Antonio Canevari, o l'incisione del concilio provinciale tenutosi a San Giovanni in Laterano su disegno di Pier Leone Ghezzi.
 Divenne ben presto l'incisore preferito per la rappresentazione delle cosiddette macchine da fuoco, come quelle allestite in Piazza di Spagna nel 1727 e nel 1728 su disegni di Sebastiano Conca e Giovanni Paolo Paini e dell'architetto Nicola Salvi.
Morì improvvisamente. in una casa del rione romano di Parione, poco dopo aver inciso le macchine della Chinea in collaborazione con l'architetto Gabriele Valvassori e Michelangelo Specchi.